# Klavdia (cantante)
Klavdia, pseudonimo di Klaudia Papadopoulou (in greco Κλαυδία Παπαδοπούλου?; Aspropyrgos, 18 agosto 2002), è una cantante greca.
Ha rappresentato la Grecia all'Eurovision Song Contest 2025 con il brano Asteromata, classificandosi al sesto posto.

## Biografia
È salita alla ribalta nel 2018, quando ha preso parte alla quinta edizione di The Voice of Greece sul canale Skai TV. Durante le audizioni, si è esibita con il brano Roxanne dei Police, conquistando l'approvazione di tutti e quattro i giudici, ed entrando a far parte del team di Helena Paparizou. Il suo percorso è proseguito fino alla fase finale del programma, senza però riuscire a classificarsi per la finalissima a tre.
Poco dopo l'esperienza al talent, ha firmato un contratto discografico con l'etichetta greca Panik Records, con cui ha pubblicato i suoi primi singoli, tra cui Charamanta, certificato triplo platino dalla IFPI Greece per le 60 000 unità, e Vasanizomai. Alla fine del 2022 si è proposta per rappresentare la Grecia all'Eurovision Song Contest 2023. Nonostante sia stata selezionata tra i candidati finali, l'emittente pubblica greca ha finito per scegliere Victor Vernicos come rappresentante nazionale a Liverpool. Nel 2024 ha pubblicato l'EP di debutto Klavdia ed è uscito il singolo Nychta mou megalī, certificato oro.
Il 10 gennaio 2025, l'emittente radiotelevisiva greca ERT ha annunciato Klavdia come una delle partecipanti a Ethnikos Telikos, la nuova selezione decretante il rappresentante greco all'Eurovision Song Contest 2025, con l'inedito Asteromata. La selezione nazionale, che si è svolta il successivo 30 gennaio presso il Christmas Theatre di Galatsi, ha visto Klavdia esibirsi come quinta concorrente su dodici. Grazie alla sua interpretazione, ha conquistato il primo posto nel voto complessivo della giuria greca e del televoto, trionfando così nella manifestazione canora e guadagnandosi l'onore di rappresentare la penisola ellenica sul palco eurovisivo di Basilea. È stato anche il brano preferito dal pubblico commercialmente, esordendo sul podio della Digital Singles Chart greca e ricevendo la certificazione di platino per le 20 000 unità vendute. Il successivo 17 maggio, superata la seconda semifinale, Klavdia ha conquistato il sesto posto nella finale dell’Eurovision Song Contest, totalizzando 231 punti.

## Discografia

### EP
- 2024 – Klavdia

### Singoli
- 2022 – Lonely Heart
- 2023 – Charamanta
- 2023 – Holy Water
- 2024 – Vasanizomai
- 2024 – Movin' Too Fast (con Playmen)
- 2024 – Nychta mou megalī (con Oge e Arcade)
- 2025 – Asteromata